# Emmanuelle Vaugier
Emmanuelle Vaugier (Vancouver, 1976. június 23. –) kanadai színésznő.
Visszatérő szerepei voltak olyan televíziós sorozatokban, mint a CSI: New York-i helyszínelők, a Két pasi – meg egy kicsi, a Smallville, a Tökéletes célpont és az Elveszett lány.
Filmszereplései közé tartozik Addison Corday a Fűrész II. (2005) és a Fűrész IV. (2007) című horrorfilm, továbbá feltűnt a 40 nap és 40 éjszaka (2002) és a Leharcolt oroszlánok (2003) című filmekben is.
A Need for Speed: Carbon (2006) című videójátékban a Nikki nevű szereplő hangját és megjelenését kölcsözte.

## Élete és pályafutása
Vancouverben született, Brit Columbiában. Római katolikus családban nőtt fel.

## Filmográfia

### Film
| Év   | Magyar cím                          | Eredeti cím                            | Szerep                          | Magyar hang    |
| ---- | ----------------------------------- | -------------------------------------- | ------------------------------- | -------------- |
| 1997 |                                     | Hysteria                               | Veronica Bloom                  |                |
| 1999 | Az alakváltó                        | Shapeshifter                           | Anika                           |                |
| 1999 |                                     | The Fear: Resurrection                 | Jennifer                        |                |
| 2000 | Édes hatos                          | My 5 Wives                             | Sarah                           |                |
| 2000 |                                     | The Sculptress                         | Sylvie                          |                |
| 2001 | Szellemi párbaj                     | Mindstorm                              | Tracy Wellman                   |                |
| 2001 | Halálmester 3. – Az arkangyal       | Wishmaster 3: Beyond the Gates of Hell | Elinor Smith                    |                |
| 2001 |                                     | Ripper                                 | Andrea "Andy" Carter            |                |
| 2001 | Hirtelen jött szerelem              | Suddenly Naked                         | Lupe Martinez                   |                |
| 2002 | 40 nap és 40 éjszaka                | 40 Days and 40 Nights                  | Susie                           |                |
| 2003 | Leharcolt oroszlánok                | Secondhand Lions                       | Jasmine                         |                |
| 2003 |                                     | Water's Edge                           | Rae Butler                      |                |
| 2005 | Fűrész II.                          | Saw II                                 | Addison Corday                  | Törtei Tünde   |
| 2005 | Holtak háza 2. – Elszabadul a pokol | House of the Dead 2                    | Dr. Alexandra "Fülemüle" Morgan | Németh Borbála |
| 2007 |                                     | Unearthed                              | Annie Flynn seriff              |                |
| 2007 | Fűrész IV.                          | Saw IV                                 | Addison Corday                  |                |
| 2008 | Egy szőkénél jobb a kettő           | Blonde and Blonder                     | Cat                             | Németh Borbála |
| 2008 | Legénybúcsú 2. – Az utolsó kísértés | Bachelor Party 2: The Last Temptation  | Eva                             |                |
| 2008 | Far Cry                             | Far Cry                                | Valerie Cardinal                |                |
| 2009 | Dolan és a Cadillac                 | Dolan's Cadillac                       | Elizabeth Robinson              | Bognár Anna    |
| 2010 | Tükrök 2.                           | Mirrors 2                              | Elizabeth Reigns                | Hámori Eszter  |
| 2010 |                                     | Hysteria                               | Jennifer                        |                |
| 2010 | Dadus karácsonyra                   | A Nanny for Christmas                  | Ally Leeds                      | Bognár Anna    |
| 2011 |                                     | Where the Road Meets the Sun           | Lisa                            |                |
| 2011 |                                     | French Immersion                       | Jennifer Yates                  |                |
| 2011 |                                     | Intervention: Cinderella (rövidfilm)   | gonosz mostoha                  |                |
| 2012 |                                     | The Wedding Chapel                     | Sarah Robertson                 |                |
| 2013 | Megtévesztés                        | Absolute Deception                     | Rebecca                         | Németh Borbála |
| 2013 |                                     | Susie's Hope                           | Donna Smith Lawrence            |                |
| 2014 |                                     | Teen Lust                              | Shelley                         |                |
| 2014 |                                     | Saul: The Journey to Damascus          | Mária Magdolna                  |                |
| 2015 | A mostohalányom                     | My Stepdaughter                        | Jill                            | Németh Borbála |
| 2017 |                                     | Destruction: Los Angeles               | Margot Taylor                   |                |
| 2020 | Egyél müzlit!                       | Eat Wheaties!                          | Sarah Getz                      |                |

## Fordítás
- Ez a szócikk részben vagy egészben  az   Emmanuelle Vaugier című angol Wikipédia-szócikk ezen változatának fordításán alapul.  Az eredeti cikk szerkesztőit annak laptörténete sorolja fel. Ez a jelzés csupán a megfogalmazás eredetét és a szerzői jogokat jelzi, nem szolgál a cikkben szereplő információk forrásmegjelöléseként.